# Uranie et Melpomène
Uranie et Melpomène est un tableau réalisé en 1680 et 1681 par le peintre Louis de Boullogne.

## Description
Cette peinture à l'huile sur toile représente les deux muses, Uranie, muse de l'astronomie et Melpomène, muse de la tragédie et du chant.

## Histoire du tableau
Le tableau a été placé dans la chambre de Louis XIV de 1684 à 1701.

## Détails

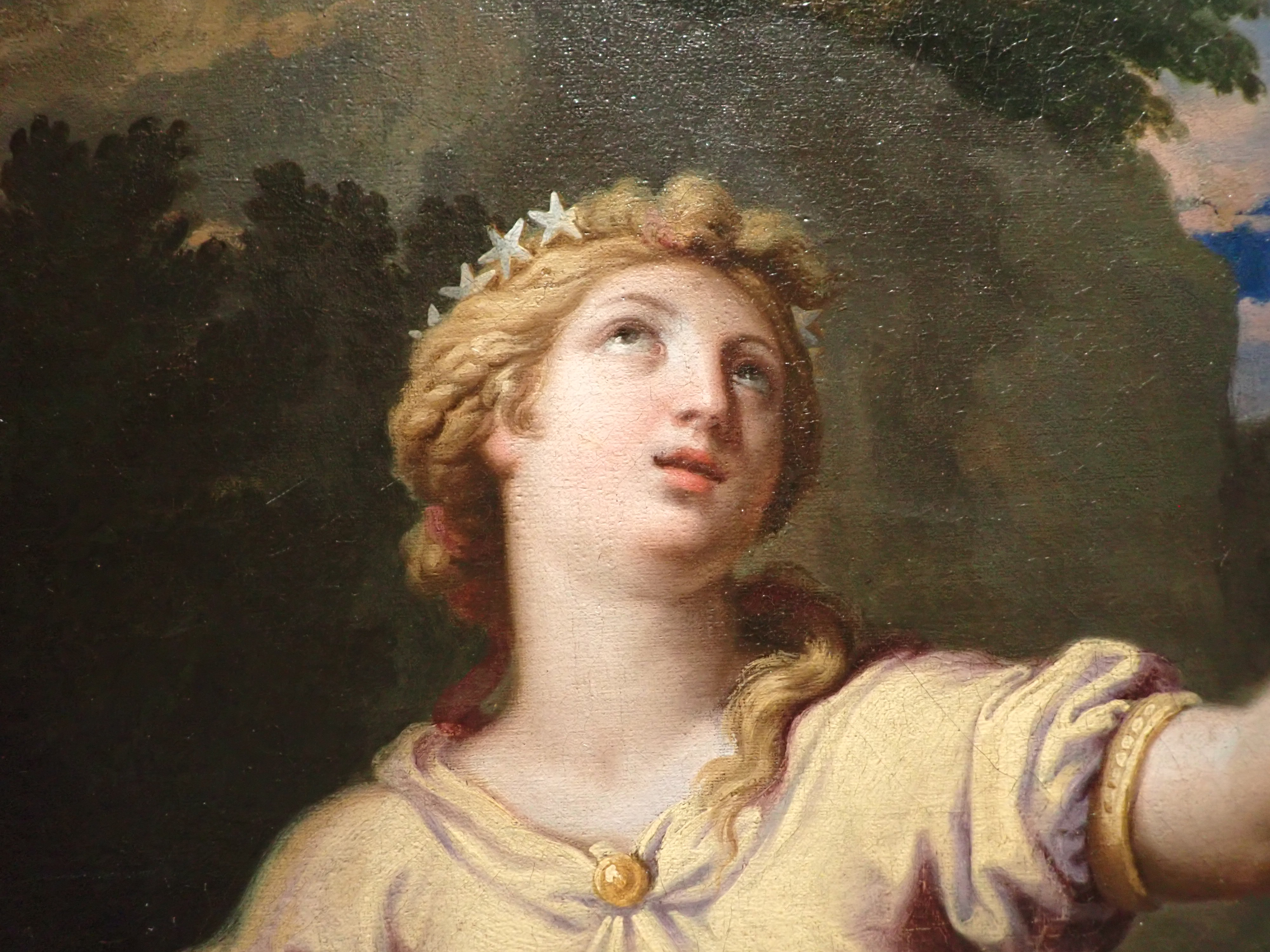
Uranie.
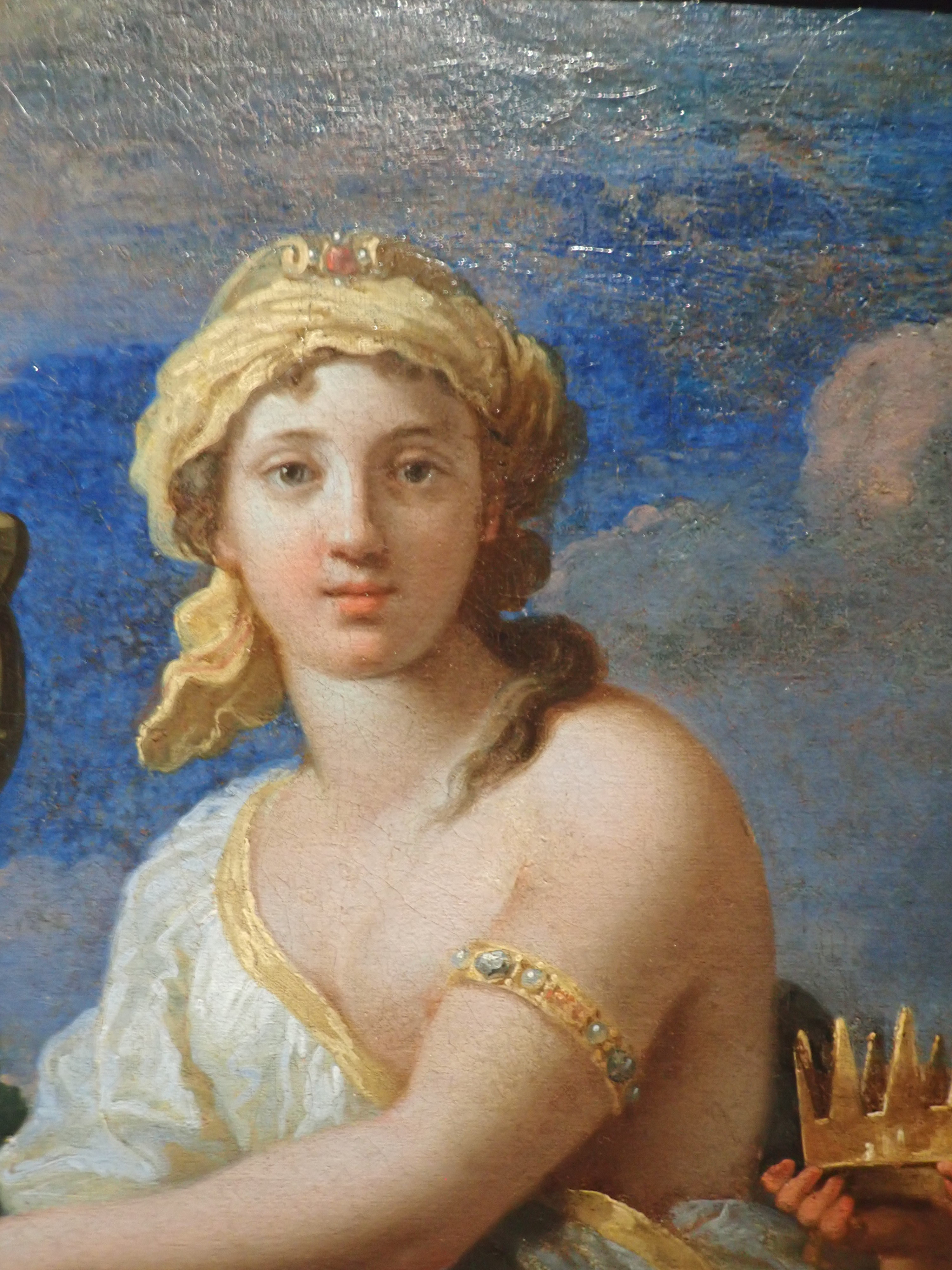
Melpomène.